# Rend (feudalizmus)

Az egyházi, a nemesi és a harmadik rend ábrázolása egy középkori kódexből

Rendnek nevezi a történetírás az európai feudalizmusban az azonos jogokkal és kötelezettségekkel rendelkezők csoportját. Nyugat-Európában a 13. századtól, Közép-Európában a 15. századtól a gazdasági és politikai fejlődés következtében az alá-fölérendeltségi viszonyok láncolatán alapuló hűbéri függőségi hálózatok helyett a hasonló helyzetű társadalmi csoportok „rendekbe” szerveződtek, és érvényesítették akaratukat a helyi önkormányzatban és a rendi gyűlés révén az országos politikában. A különböző államokban az eltérő adottságok, társadalmi fejlődés következtében eltérő rendek alakultak ki, azonban általában elkülönült a polgárság, a nemesség és az egyházi hivatalnokok rétege, utóbbi kettő körében pedig eltérő jogokat élveztek az uralkodónak közvetlenül alárendelt előkelőségek és az alacsonyabb rangú kiváltságosak. Bár külön társadalmi réteget alkottak, és a legtöbb középkori európai államban jelentős tömegek tartoztak hozzá, nem szokás rendnek tekinteni a jobbágyságot, sem a rabszolgák szűkebb rétegét, csak részének számítanak a harmadik rendnek, azaz a közrendnek.
A rendiség az azonos jogú és kötelezettségű társadalmi csoportok elkülönülésén alapuló középkori és több helyen a késő újkorig fennmaradó társadalmi berendezkedés, valamint a rendek képviseletén alapuló kormányzati rendszer neve. A rendi alapú kormányzás Nyugat- és Közép-Európa nagy részén elősegítette a központi hatalom megerősítését a feudális keretek között, majd a társadalmi és gazdasági fejlődés hatására átadta helyét az abszolutizmusnak vagy az alkotmányos monarchiának.
Magyarországon a rendi korszak a nemesi kiváltságok eltörlésével fejeződött be az 1848–49-es forradalom és szabadságharc után. Ekkor a polgárság és a jobbágyság szabadnak és egyenlőnek számított a törvény előtt és a közteherviselés lépett érvénybe. Ekkor jött létre egy teljesen új társadalom, amelyben az ország összes lakosa akkortól polgár, „civis” volt.

## A rendek tagjai
A rend fogalma hasonlít mind a társadalmi réteg, mind a kaszt fogalmához. A társadalmi rétegtől megkülönbözteti, hogy tagjai identitástudattal rendelkeztek, valamint a rend megváltozása (társadalmi felemelkedés illetve lesüllyedés) lényegesen nehezebb és ritkább volt, mint a modern értelemben vett társadalmi rétegeknél. Ebben közelebb áll a kasztokhoz, azonban a kasztrendszerrel ellentétben nem kizárólag a születési előjogon alapul.
Mindegyik rend rendelkezett alapvető jogokkal, mint a személyi szabadság, a bírósághoz való jog, tulajdonjog, adójogi kiváltságok (adómentesség vagy közös adózás) és képviseleti jog. Ezeket a jogokat az uralkodók általában szorult helyzetükben ismerték el hivatalosan (mint II. András magyar király a szerviensek jogait az Aranybullában vagy Földnélküli János a nemesi jogokat a Magna Carta Libertatumban).

### A nemesség

Hunyadi János címere

A nemesi rend alapvetően örökletes rend volt, amelybe annak tagjai beleszülettek. Nem nemesi származású személy felvételét a nemesi rendbe nemesi oklevél igazolta, amelyet az uralkodó (illetve annak kancelláriája) állított ki. Az oklevél egyik fontos része volt a nemesi címer, aminek használatára ettől fogva jogosult volt a nemes. Az új nemes összes törvényes fiú ági leszármazottja ezután a nemesi rend tagjává vált. A nemesi cím adományozásával kezdetben együtt járt hűbérbirtok adományozása, amely a feudalista államrend alapját képezte. A kora újkori Magyarországon azonban már nem minden újdonsült nemes kapott birtokadományt.
A nemesség gazdasági bázisát hűbérbirtokán úrbéri szolgálatra kötelezett jobbágyai alkották, akik termésük egy részét adóként befizették (kilenced), és a nemes munkára kötelezhette őket (robot). A nemes emellett jobbágyai bírája is volt. A rend feladata az ország védelme (nemesi felkelés) és az uralkodó szolgálata volt (ez testesül meg a 18. századi „nemesség kötelez” „nobilitas obligat” mondásban is), előbbi azonban a központi hatalom meggyöngülésekor a katonaság bizonytalan forrásává vált, és különösen a hivatásos hadseregek elterjedésével háttérbe szorult.
A nemesség nem minden országban maradt egységes rendként: például Angliában és a kora újkori Magyarországon a fő- és a köznemesség külön renddé vált szét, miután az eredetileg egységes nemességen belül a főnemesség és a köznemesség, jogait és kötelezettségeit tekintve, fokozatosan elkülönült.

### A papság
A papi rendbe nem is lehetett beleszületni, a felvétel a papi rendbe szentségnek számított. Ennek a kiszolgáltatása a püspök jogosultsága volt, azonban feltételekhez nem kötötték. Ez a rendszer lehetővé tette a szimónia virágzását, majd a reneszánsz idején a pápai trónusért küzdő itáliai nemesek időnként még a család gyermek tagjait is pappá szentelték.
A római katolikus papok szerepe a kezdetektől igen jelentős volt a középkori európai államok kialakulásában és igazgatásában, ezért az uralkodók az évszázadok során jelentős birtokadományokkal gazdagították az egyházat. Ezeken a területeken a főpapok ugyanolyan jogokkal rendelkeztek, mint a világi földbirtokosok, jogosultak voltak a dézsma beszedésére, a robot és egyéb úrbéres szolgáltatásokat követelhettek meg a jobbágyoktól, ítélkezhettek.
Emellett mint az Isten képviselői jogosultak voltak az egyházi tized beszedésére is a fennhatóságuk alá tartozó területekről, ők azonban adómentesek voltak. A klérus fölött illetve egyházi ügyekben az egyházi bíróság ítélhetett.

### A harmadik rend
A rendi korszak alatt (Magyarországon 1848 előtt) a harmadik rendet a közrendűek alkották. A jobbágyok nem rendelkeztek se szabadsággal, se semmilyen joggal vagy kiváltsággal, és egyben a harmadik rend legnagyobb részét alkották. Velük ellentétben, ennek a harmadik rendnek a legszűkebb rétege a polgár (civis) volt, egy olyan szabad ember, aki nem csak városban lakott, hanem egy bizonyos tekintélye és vagyona volt. Fontos megjegyezni, hogy a városi lakosság és a városi polgárság nem ugyanazt a csoportot jelenti. Utóbbi csak a kiváltságokkal rendelkező városok (Magyarországon szabad királyi városok) lakosai tartozhattak bele, a mezővárosoké nem. Közülük is csak a vagyonosabb, önállóan tevékenykedő iparosok és kereskedők alkották a polgárságot, a városi lakosság többségét kitevő segédmunkások, napszámosok, illetve a céheken kívüli kontárok nem tartoztak közéjük.
A polgárságba bekerülhettek a vagyonosodó városi lakosok és (bevándorlás után) a jobbágyok (coloni) is. Települések városi rangra emelése is hozzájárult a polgári rend bővüléséhez. A papi és a nemesi rendből nem lehetett átkerülni a polgárságba. A szerényebb vagyonú vagy esetleg a nincstelen nemesek gyakran házasodtak össze módosabb polgárokkal, azonban természetesen a tehetősebb nemesek igyekeztek ezt a helyzetet kikerülni.
A kiváltságos városi polgárság mentesült az úrbéri szolgáltatások és a földesúr joghatósága alól („a városi levegő szabaddá tesz”), valamint jogosult volt képviselő által befolyásolnia rendi országgyűléseken születő döntéseket. Magyarországon a polgárok legnagyobb része ekkor német és szláv származású, akik a városokban laktak és néha komoly kis vagyonokkal rendelkeztek. Ahogy a nemesnek a kiváltsága a földbirtok, és mindenáron ezeket gyarapítani törekedett, a polgár, mivel számára törvényesen nem tudott olyat megszerezni, inkább házakat és épületeket szerzett a városban. A módosabb polgárok több épületeket birtokoltak, amelyeknek az ára gyakran hasonló volt, mint a nemesi birtokoké.
Egy tipikus jómódú polgár a 18. század végéről és a 19. század elejéről a pesti Prückler családból való Prückler József (1778–1848) pékmester, választott pesti polgár volt. A Kecskeméti utca, a Képíró utca, és a Bástya utca által bezárt telken volt egy többemeletes háza; a mai Bajcsy-Zsilinszky út 56. szám alatt szintén feküdt egy másik több emeletes háza, de az Országúton (a mai Károly körúton, a 16. szám alatt) volt a legnagyobb értéket képviselő palotája, amely 1843-ban 18 000 forintot ért.

## A rendiség kialakulása
A feudalizmus kialakulása és kezdeti fejlődése elsősorban Nyugat-Európához köthető, az itt kialakult mintákat vették át némileg módosított formában a periféria (Észak- és Kelet-Európa) államai.
A Római Birodalom bukását követően Nyugat- és Dél-Európa társadalmilag igen sokszínű volt. A volt római társadalom maradványai megmaradtak a Mediterráneumban és Nyugat-Európa romanizált területein (főként a korábbi Galliában és Hispániában). Ennek jelentősebb csoportjai a latifundiumok tulajdonosai, a földeken dolgozó elnyomott népesség (főként colonusok, erre a korra a rabszolgatartás erősen visszaszorult) és az egyház hivatalnokai voltak. Ezzel párhuzamosan működött kezdetben az Észak-, Közép- és Kelet-Európa területéről bevándorolt germán népek törzsi társadalma, melyben a hódítás során szerzett zsákmány egyenlőtlen elosztása és a fejlettebb társadalommal való érintkezés hatására megindult a szabadok differenciálódása.

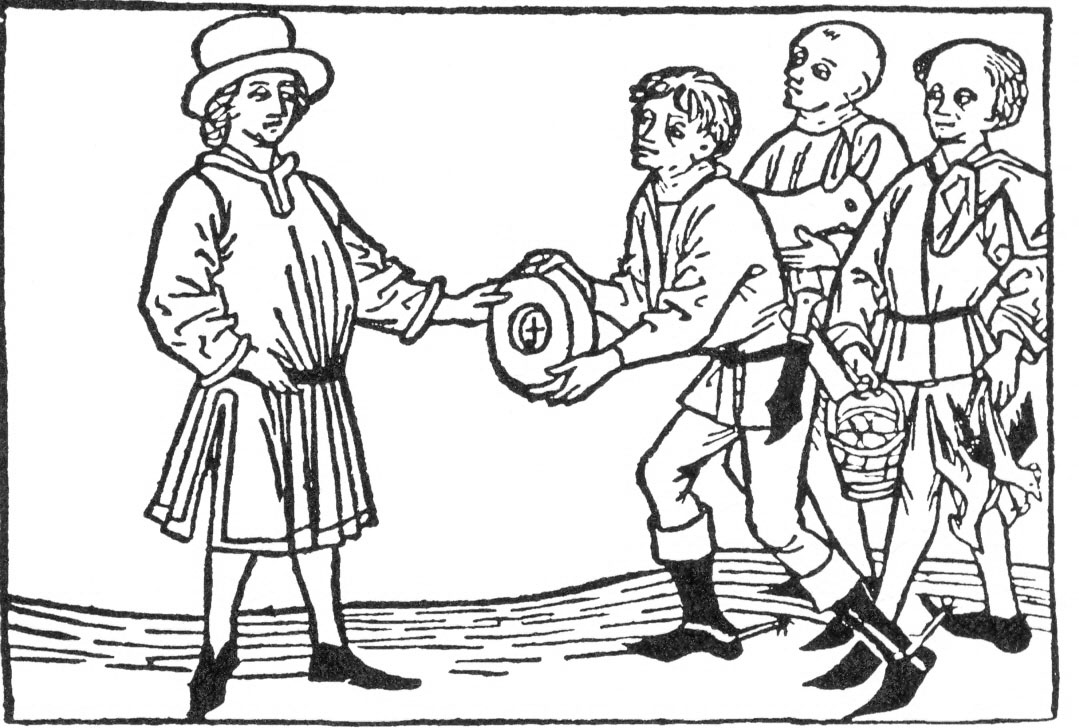
Jobbágyok beszolgáltatják az adójukat a földesuruknak, 15. századi fametszet

A kétféle rendszer az együttélés során fokozatosan összeolvadt. A colonusokból, rabszolgákból és lecsúszott szabad germánokból kialakult a jobbágyság, a római arisztokrácia és a befolyásos germán harcosok rétegének összeolvadásából keletkezett a középkor földbirtokos rétege, a nemesség. A korszakban az egyház volt a kultúra letéteményese, írástudó szakemberei és az egyházi hierarchia nagy segítséget nyújtott a közigazgatás megszervezésében.
A középkor első évszázadaiban a hatalom alapját a hűbéri kötelékek képezték, amit a nagybirtokosok (különösen a későbbi Franciaország és a Német-római Birodalom területén) gyakran megtagadtak, és szembefordultak a királlyal. A 12. századtól fellendülő gazdaság hatására azonban megerősödtek a kisnemesek, elindult a városok kialakulása, és ezen folyamatokkal együtt a királyoknak is új bevételi forrásuk keletkezett a bányászat és a kereskedelem megadóztatásából, valamint a pénzverés monopolizálásából (összefoglalóan regálé). Ekkor kezdett nagyobb területeken kialakulni a polgárság, a földbirtokkal nem rendelkező, de személyében szabad kézművesek és kereskedők rétege.
Ezzel párhuzamosan elterjedt az a nézet, hogy az országlakosok az ország érdekében rákényszeríthetik akaratukat az uralkodóra. A főnemesség után az újonnan felemelkedett rétegek beleszólást követeltek az állam irányításába, cserébe támogatták a központi hatalmat, amely ezeket a jogokat garantálta számukra.
Ezzel megnyílt az út a főnemesség és a papság hatalmának korlátok közé szorításához, aminek az intézményi keretét a rendi gyűlések teremtették meg.

### Rendi fejlődés Magyarországon
Magyarországon a 13. századig a királyi birtokhálózat stabil hatalmi bázist biztosított a királynak ahhoz, hogy a rendektől függetlenül kormányozzon. A század elején azonban II. András birtokeladományozási politikája megrendítette az uralkodó hatalmát. A helyzettel elégedetlen szerviensek 1222-ben az Aranybulla kiadására kényszerítették Andrást. A bulla a szerviensek szabadságjogainak törvénybe foglalása (és számos gazdasági jellegű rendelkezés) mellett az utószóban kimondta, hogy az ország lakóinak, kiváltképp főnemeseknek és a főpapoknak jogukban áll az uralkodót fegyverrel kényszeríteni az oklevél betartására. Elismerte a szerviensek és az egyháziak adómentességét, a szerviensek saját bírót választhattak maguknak (szolgabírók). Ezeket a rendelkezéseket lényegében megerősíti az aranybulla 1231-es megújítása és az egy évvel későbbi kehidai oklevél.
Bár a szerviensek rétege a későbbi századok során eltűnt, a rendelkezések jelentős része megmaradt, és a nemesi szabadságok alapját képezte:
- adómentesség,
- bírói ítélet nélkül nem ítélhetők el,
- végrendelkezés joga,
- birtokán a nemes parancsol, engedélye nélkül a király sem szállhat meg ott,
- csak a király vagy a nádor ítélkezhet felettük,
- kötelesek hadba vonulni az ország védelmében, de az országhatáron kívül a király költségére.

A szervienseket IV. Béla 1267-ben kelt oklevele már a nemesekkel azonosította, vagyis kialakulóban volt a köznemesség. Ugyanezen oklevél vármegyénként 2-3 köznemesi küldöttet hívott meg az évenként székesfehérvári törvénynapokra. Ez azonban még nem országgyűlés, csak részvétel a bíráskodásban.
IV. Béla uralkodásához köthető a különleges jogállású jászok és kunok betelepítése az országba, akik sokáig a feudális államrendtől elkülönült csoportot alkottak, a katonai szolgálat fejében csupán jelképes adóval tartoztak az államnak (egyházi adót fizettek). Hasonló helyzetben voltak a székelyek és a hajdúk is később. Az erdélyi szászok is különálló, autonóm csoportot alkottak II. András Andreanuma óta.
A 13. század végére kialakult a köznemesség és a papság rendje, amelyek felsorakoztak a királyi hatalom mögött, és 1298-ban elrendelték az országgyűlés összehívását, azonban erejük kevésnek bizonyult egy működő rendi állam létrehozásához.
Az Anjouk korában megindult Magyarországon a városfejlődés, amely Luxemburgi Zsigmond uralkodásának idejére elvezetett egy immár említésre méltó polgári réteg létrejöttéhez, amelyet Zsigmond ki is használt a rendiség megerősítésére. Városi jogokat adományozott, függetlenítette őket a földesurak bíráskodásától, egységes fellebbviteli fórumot hozott létre számukra, a tárnoki széket. Emellett képviselőiket is meghívta tanácskozásaikra. A városi polgárság igazi renddé válását azonban ekkor még akadályozta annak alacsony száma és a városok területi szövetségeinek szembenállása. Erősítette a vármegyerendszert, és az egyház erejére is támaszkodva rendi jellegű államot hozott létre, amely átvészelte a Zsigmond halálát követő kaotikus időket is, fenntartva az ország működését.
Magyarországon a 15. század végére három rend alakult ki, az elvileg egységes nemesi rend szétszakadásával a 16. századra négy rend jött létre, amelyek 1848-ig fennmaradtak. Ezek a következők voltak:
- a főnemesség,
- a köznemesség,
- a papság,
- a polgárság.

A magyarországi rendi berendezkedést az 1848-ban elfogadott áprilisi törvények nagyrészt felszámolták.

### Rendi fejlődés Angliában
A főnemesség 1215-ben a Magna Carta Libertatum (A nagy szabadságlevél) kiadására kényszerítette az uralkodót (Földnélküli Jánost). A charta a főnemesség a lordok számára beleszólást biztosított a hatalomba, s felruházta őket az ellenállás jogával. A király ez után nem vethetett ki adót a királyi tanács beleegyezése nélkül. Amikor a király – megsértve a chartát – önkényesen adót vetett ki, a főnemesség fellázadt (1264) és közösen lépett fel az uralkodóval szemben. Összehívták a parlamentet, amely a kis létszámú tanácskozó testület volt a király mellett. Most azonban valamennyi főnemes, valamint a lovagok és a polgárok választott képviselői meghívót kaptak. A XIII. század végére megerősödött a királyi hatalom korlátozásának a gondolata. Az érdekeiket érvényesíteni képes, azonos jogú és érdekű társadalmi csoportokat rendeknek nevezzük. Amikor I. Edwardnak pénzre volt szüksége Wales és Skócia meghódításához, összehívta a parlamentet (1295). Ettől kezdve az uralkodó Angliát a rendekkel együtt irányította. Kialakult a rendi monarchia.

### Rendi fejlődés Franciaországban
IV. Fülöp francia király biztosabb alapokra akarta helyezni országának gazdaságát, ezért megtámadta a posztógyártásról híres Flandriát, ám a flamand városi parasztok serege 1302-ben a courtrai-i csatában legyőzte a francia királyi ármádiát. A bevételek megnövelése érdekében Fülöp egyházi adót vetett ki, amely miatt azonban konfliktusba került a pápai hatalommal. 1302-ben Fülöp összehívta a már tartományi szinten működő rendi gyűlést, amelyben a három rend külön ülésezett. A főpapság és a főnemesség, csakúgy, mint az angol parlamentben, személyesen képviseltette érdekeit, a papság maradék része, a köznemesség és a polgárság képviselőkön keresztül.

### Rendi fejlődés a Német-római Birodalomban
1356-ban IV. Károly német-római császár (1346–1378) kiadta a Német Aranybullát, amely szentesítette a Német-római Birodalom széttagoltságát. Rögzítette benne, hogy a császárválasztás hét választófejedelem jogkörébe tartozik (a kölni, mainzi és trieri érsek, valamint a cseh király, a szász választófejedelem, a rajnai palotagróf és a brandenburgi őrgróf). Ez a tartós hatalmi állapot tette lehetővé, hogy Franciaország a kontinens legerősebb állama legyen, valamint hogy a magyar, cseh és lengyel királyságok regionális nagyhatalmi státuszt vívjanak ki maguknak Közép-Európában.

#### Rendi fejlődés Csehországban
A huszita háborúk nyomán elindult Csehország rendi fejlődése, ugyanis a lázadó husziták egyik csoportjával való megegyezés – amely egyébként engedélyezte nekik a két szín alatti áldozást – rögzítette a király (jelen esetben Luxemburgi Zsigmond) hatalmának korlátozottságát a nép felett.

### Rendi fejlődés Lengyelországban
I. Lajos magyar király, akit 1370-ben lengyel királlyá választottak, létrehozva a magyar és a lengyel királyságból a perszonáluniót, törvényeket hozott a nemesség megerősítése érdekében (azért, hogy a nemesség elfogadja leánygyermekét, Hedviget trónörökösnek). Ennek fényében 1374-ben kiadta a kassai privilégiumokat és törvényben rögzítette a nemesi adómentességet. Kialakult a kétkamarás országgyűlés intézménye, mely a Követek Házára és a Szejmre tagolódott. 

## A rendi állam intézményei
A rendi államformában mindegyik hatalmi ágban megfigyelhető a központi, uralkodói hatalom és a rendek együttes jelenléte.

### Törvényhozás – a rendi gyűlés
A rendi állam törvényhozása a tartományi vagy országos szinten működő rendi gyűlés volt. A rendi gyűlést az uralkodó hívta össze, és neki állt jogában azt feloszlatni is. Ő terjesztette be és szentesítette a törvényeket, azokat azonban már a rendek vitatták meg. A rendek közül általában a nemesség jutott döntő szerephez, a papság és a polgárság szerepe inkább kiegészítő volt.
Tartományi gyűlések elsősorban azokon a területeken működtek, ahol a központi hatalom nem volt elég erős a helyi főurak különállásának felszámolására, vagy ahol történetileg az ország több korábban félig-meddig független állam, terület egyesítésével jött létre (például Lengyelországban, a Német-római Birodalomban, a spanyol államokban vagy Franciaországban, amelynek nagy területeit a 15. század végéig a koronától független hercegségek tették ki). A Magyar Királyság területén is működött tartományi gyűlés, a horvát szábor.
A rendi gyűléseken a rendek területenként eltérő rendszer szerint üléseztek, a két legelterjedtebb a francia mintájú háromkamarás, és a többek között Angliában és Magyarországon is meghonosodott kétkamarás rendszer volt. Előbbinél a papi- és a nemesi rend, valamint a harmadik rend küldöttei külön üléseztek, a főnemesek és főpapok személyesen vehettek részt, míg a közrendűek, az alsópapság és a köznemesség képviselői útján.
A kétkamarás rendszerben a választóvonal nem a rendek között húzódott, a felsőházba (Magyarországon felsőtábla) a születésüknél illetve hivataluknál fogva személyesen meghívott főrendek kerültek be, az alsóházban (Magyarországon alsótábla) pedig küldöttek útján képviseltették magukat a rendek.
Német területen megfigyelhető egy harmadik variáció, amely kissé mindkét rendszerre hasonlított, itt a főurak, a köznemesek és a városok alkottak rendet.

### Végrehajtás
Mivel a királyi hatalom nem rendelkezett elegendő anyagi forrással mindenre kiterjedő hivatalnokrendszer kiépítéséhez, a helyi végrehajtás a rendek kezébe került, csak a végrehajtó hatalom központi szervezete maradt az uralkodó kezében. Magyarországon ennek a megvalósulását láthatjuk a vármegyerendszerben, ahol a főispánt a király nevezte ki, a helyi ügyeket ténylegesen vezető alispánt azonban a 15. századtól – a rendi állam magyarországi létrejöttétől – a megyei rendek választották.

### Igazságszolgáltatás
A rendi állam elégséges pénzbevétel hiányában a végrehajtáshoz hasonlóan az igazságszolgáltatásban is a helyi hatalmasságokra támaszkodott. A bíráskodás joga a feudális államokban általában az adott terület hűbérurát illette meg. A rendek azonban védelmet élveztek az uralkodói és főúri önkénnyel szemben, ami a különböző rendeknél eltérően valósult meg. Az egyházi rend külön egyházi bírósággal rendelkezett, a nagyobb városok pedig általában maguk választhatták meg bíráikat. A nemesség védelmét az biztosította, hogy fellebbezhettek a királyi bírósághoz.